# Esteira ergométrica
Esteira (português brasileiro) ou passadeira (português europeu) ergométrica (treadmill em inglês) é um aparelho eletromecânico para exercícios físicos muito comum em academias com o objetivo de propiciar a possibilidade de simular uma caminhada e/ou corrida sem se deslocar. A esteira se move para trás, exigindo que o usuário caminhe ou corra a uma velocidade igual à da esteira, sendo que a velocidade da corrida pode ser controlada pelo usuário. 

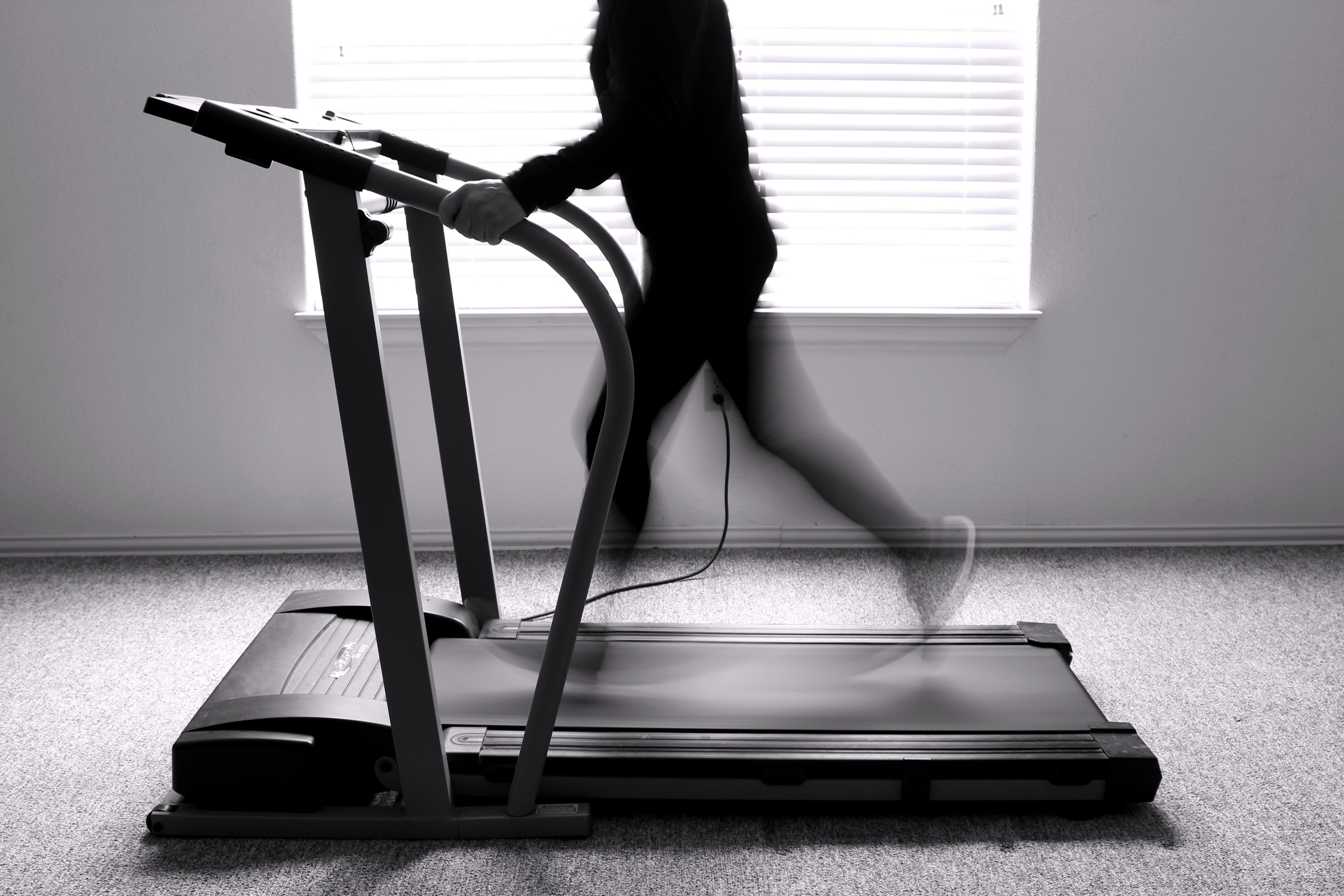
Esteira ergométrica moderna.

Existem diversos tipos de esteiras ergométricas disponíveis no mercado atualmente, algumas mais simples e acessíveis e outras com custo maior por terem várias funções adicionais, incluindo diferentes tipos de regulagem (velocidade, ângulo, amortecimento, etc.). O modelo de esteira ergométrica similar ao atual foi inventado no século XX, com o objetivo de diagnosticar doenças cardíacas e pulmonares.

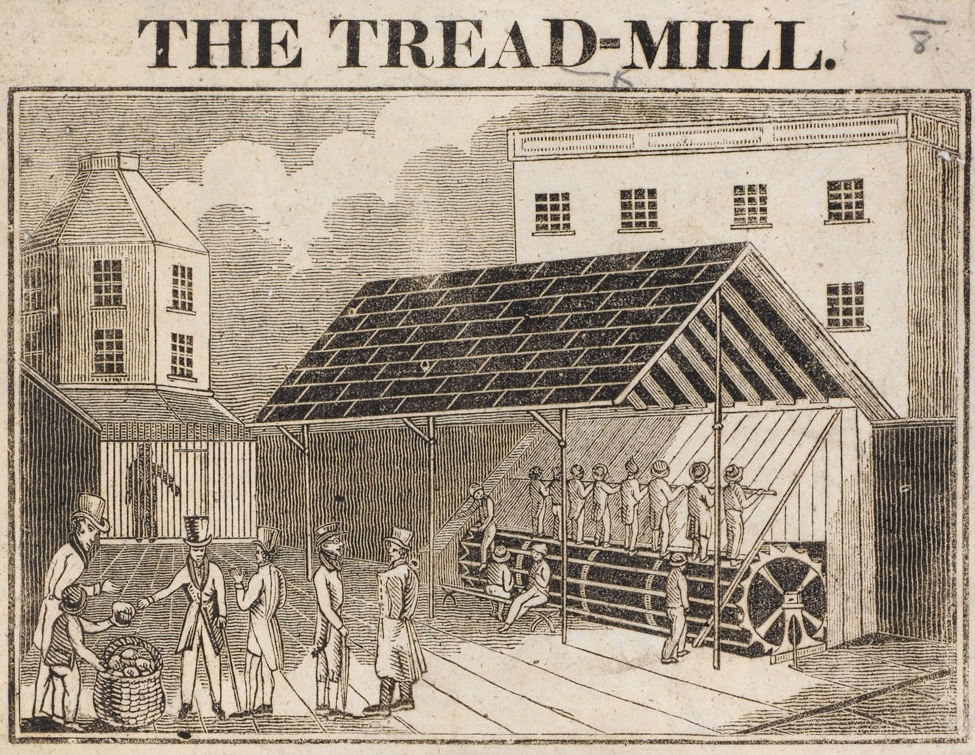
Esteira utilizada na prisão de Brixton em Londres, em 1817, projetada por William Cubitt

Atualmente existem modelos de esteiras ergométricas para os seguimentos residenciais usados exclusivamente em residências, semiprofissionais usados em residências, condomínio, construtoras, studio e hotéis e profissionais, usadas geralmente em academias, porem podendo ser usadas nos seguimentos já mencionados.

## História
As esteiras foram introduzidas antes do desenvolvimento das máquinas motorizadas, sendo que homens ou animais realizavam o trabalho de moer grãos, pisando em uma roda.  
Em 1817, um engenheiro britânico chamado William Cubitt foi inspirado para que criasse uma máquina que "moesse ar" ao invés de grãos, com resistência fornecida por um sistema de pesos. Todavia, no século XIX, as esteiras passaram a ser utilizadas como um meio de punição para pessoas condenadas a trabalhos forçados nas prisões. As esteiras penais foram abolidas na Grã-Bretanha em 1902.